# Regret (Linuxディストリビューション)
Regret（リグレット）は、Knoppixをベースとして開発され、音楽製作に特化したLinuxディストリビューション。のがたじゅんによって開発されている。

## 基本要素
- 開発者: のがたじゅん
- パッケージ管理システム: debian
- 動作プラットフォーム: IA-32

## 特徴
- Knoppixベースであり、Live CDとして利用できる。
- 音楽製作に必要なソフトウェアを多数収録している。